# Port lotniczy Sajun
Port lotniczy Sajun – międzynarodowy port lotniczy położony w mieście Sajun, w Jemenie.

## Linie lotnicze i połączenia
- Felix Airways (Aden, Al Ghaydah, Sana'a)
- Yemenia (Sana'a)